# Rainer Frank (Rechtswissenschaftler)
Rainer Frank (* 14. Juli 1938 in Zell am Harmersbach) ist ein deutscher Rechtswissenschaftler und ehemaliger Hochschullehrer an der Albert-Ludwigs-Universität Freiburg.

## Leben
Frank studierte von 1957 bis zu seinem Ersten Juristischen Staatsexamen 1961 Rechtswissenschaften an der Universität Freiburg. Nach anschließenden Studienaufenthalten in Grenoble, Rom und Illinois und dem Referendariat legte er 1967 sein zweites Staatsexamen ab. Im selben Jahr promovierte er unter Betreuung von Hans-Heinrich Jescheck mit einer strafprozessrechtsvergleichenden Schrift zum Dr. iur. Im Anschluss daran war er als wissenschaftlicher Assistent am Lehrstuhl von Wolfram Müller-Freienfels am Institut für ausländisches und internationales Privatrecht Abt. II der Universität Freiburg tätig. Dort schloss Frank 1976 sein Habilitationsverfahren ab und erhielt die Venia legendi für die Fächer Bürgerliches Recht, Zivilprozessrecht, Internationales Privat- und Prozessrecht und Rechtsvergleichung.
Von 1977 bis 1980 war Frank Professor an der Universität Münster. 1980 wechselte er auf den Lehrstuhl für Bürgerliches Recht und Verfahrensrecht an die Universität Augsburg. Von 1985 bis zu seiner Emeritierung 2003 hatte Frank schließlich den Lehrstuhl für deutsches und ausländisches Bürgerliches Recht und Handelsrecht und war als Nachfolger Müller-Freienfels’  Direktor der Abt. II des Instituts für ausländisches und internationales Privatrecht an der Universität Freiburg. Zudem war Frank seit 1981 Professor an der Faculté International de Droit Comparé in Straßburg. Außerdem hatte er Gastprofessuren unter anderem in Seoul, Löwen, Toulouse, London und Paris inne. Sein Nachfolger auf dem Freiburger Lehrstuhl wurde Hanno Merkt.

## Werk
Franks Forschungsschwerpunkte liegen vor allem in der Privatrechtsvergleichung und im internationalen Privatrecht, dort wiederum im internationalen Familienrecht und im Erbrecht.
- Die Teilrechtskraft im Strafverfahren und ihre Problematik: Eine rechtsvergleichende Studie unter Berücksichtigung des österreichischen, schweizerischen, italienischen und französischen Rechts. Universitätsverlag, Freiburg im Breisgau 1967 (Dissertation).
- Grenzen der Adoption. Metzner, Frankfurt am Main 1978, ISBN 978-3-7875-0190-8 (Habilitationsschrift).
- mit Tobias Helms: Erbrecht. 6. Auflage. C.H. Beck, München 2013, ISBN 978-3-406-65259-2.